# Petrosia hartmani
Petrosia hartmani är en svampdjursart som först beskrevs av van Soest 1980.  Petrosia hartmani ingår i släktet Petrosia och familjen Petrosiidae.
Artens utbredningsområde är Barbados. Inga underarter finns listade i Catalogue of Life.